# Куйару (природна територія)
Приро́дна терито́рія Ку́йару (ест. Kuiaru loodusala) — природоохоронна територія в Естонії, у повіті Пярнумаа. Входить до Європейської екологічної мережі Natura 2000.
Загальна площа — 221,7 га.
Природна територія утворена 5 серпня 2004 року.

## Розташування
Поблизу природоохоронної території розташовуються села Куйару (волость Торі) та Вилла (волость Аре).

## Опис
Метою створення об'єкта є збереження 2 типів природних оселищ (Директива 92/43/ЄЕС, Додаток I):
| Код   | Тип оселища                                                     | Площа, га |
| ----- | --------------------------------------------------------------- | --------- |
| 9010* | Західна тайга                                                   | 131,7     |
| 9050  | Феноскандійські ліси з Picea abies і багатим трав'яним покривом | 40,8      |